# Hernando Bohórquez
Hernando Bohórquez Sanchez (Úmbita, Boyacá, 22 de junio de 1992) es un ciclista profesional colombiano. Desde 2023 corre para el equipo mexicano Petrolike de categoría Continental.

## Palmarés
2013
- 3.º en el Campeonato de Colombia Contrarreloj sub-23

2014
- 3.º en el Campeonato de Colombia en Ruta sub-23
- 3.º en el Campeonato Panamericano en Ruta sub-23

2015
- 3.º en el Campeonato de Colombia Contrarreloj

## Resultados en Grandes Vueltas y Campeonatos del Mundo
Durante su carrera deportiva ha conseguido los siguientes puestos en las Grandes Vueltas y en los Campeonatos del Mundo:
| Carrera         | Carrera         | 2016 | 2017 | 2018 | 2019 | 2020 |
| --------------- | --------------- | ---- | ---- | ---- | ---- | ---- |
|                 | Giro de Italia  | —    | —    | —    | —    | —    |
|                 | Tour de Francia | —    | —    | —    | —    | —    |
|                 | Vuelta a España | —    | 93.º | —    | —    | —    |
| Mundial en Ruta | Mundial en Ruta | —    | —    | —    | —    | —    |

—: no participa

Ab.: abandono 

## Equipos
- Lotería de Boyacá (2014)
- Manzana Postobón Team[1] (2016-2018)
- Astana Pro Team[2] (2019-2020)
- EPM-Scott[3] (2021-2022)
- Petrolike (2023)